# Operation Danni
Operation Danni (hebreiska: מבצע דני, Mivtza Dani) var en israelisk militäroffensiv under 1948 år arabisk-israeliska krig. Målet med operationen var att erövra ett område öster om Tel Aviv och därefter att flytta styrkorna inåt land och bistå den judiska befolkningen och de judiska styrkorna i Jerusalem. Motståndet kom främst från Arabiska legionen och enskilda palestinier.